# Estação de Assis
A Estação Ferroviária de Assis passou a integrar a linha-tronco da companhia a partir de 1914, em 1926 ganhou um novo prédio - já com a construção atual e a estação antiga foi adaptada como morada do tráfego, em 1927.
As primeiras estradas de ferro no Brasil surgiram no final do Século XIX, o primeiro trecho da Estrada de Ferro Sorocabana foi aberto em 1875, ligando São Paulo à Sorocaba. A expansão foi até 1922, quando chegou ao município de Presidente Epitácio, às margens do Rio Paraná.
Contou com oficinas, hoje parcialmente utilizadas pela Incubadora de Empresas de Assis, o restante, está em deterioramento total. Estas construções existem ainda hoje no município nas proximidades da estação, onde fica o bairro chamado Vila Operária, conhecido por sua tradição ferroviária.
Apesar da Estrada de Ferro Sorocabana ter chegado em Assis em 1914, já nos anos 20 foi necessário construir uma nova estação, que ficaria pronta em 1926 bem como as oficinas de trens com capacidade para 100 locomotivas.
Em julho de 1969 a cidade passa a contar com a linha férrea eletrificada - plano que era originalmente previsto para 1949, em 1971 a Estrada de Ferro Sorocabana foi incorporada na FEPASA.
Em janeiro de 1999 foi desativada pela Ferroban (hoje parte da Rumo). Em maio de 2005, a estação, reformada, transformou-se em centro cultural, e em 2006 foi transformada em um Museu dos Ferroviários locais, denominado Museu dos Ferroviários "Agenor Ferraz Felizardo", graças a isso impediu-se que houvesse a deterioração de objetos, documentos, máquinas e mobiliário expostos à ação do tempo, o que demonstra que houve uma ação dos órgãos responsáveis para preservar a memória da cidade.

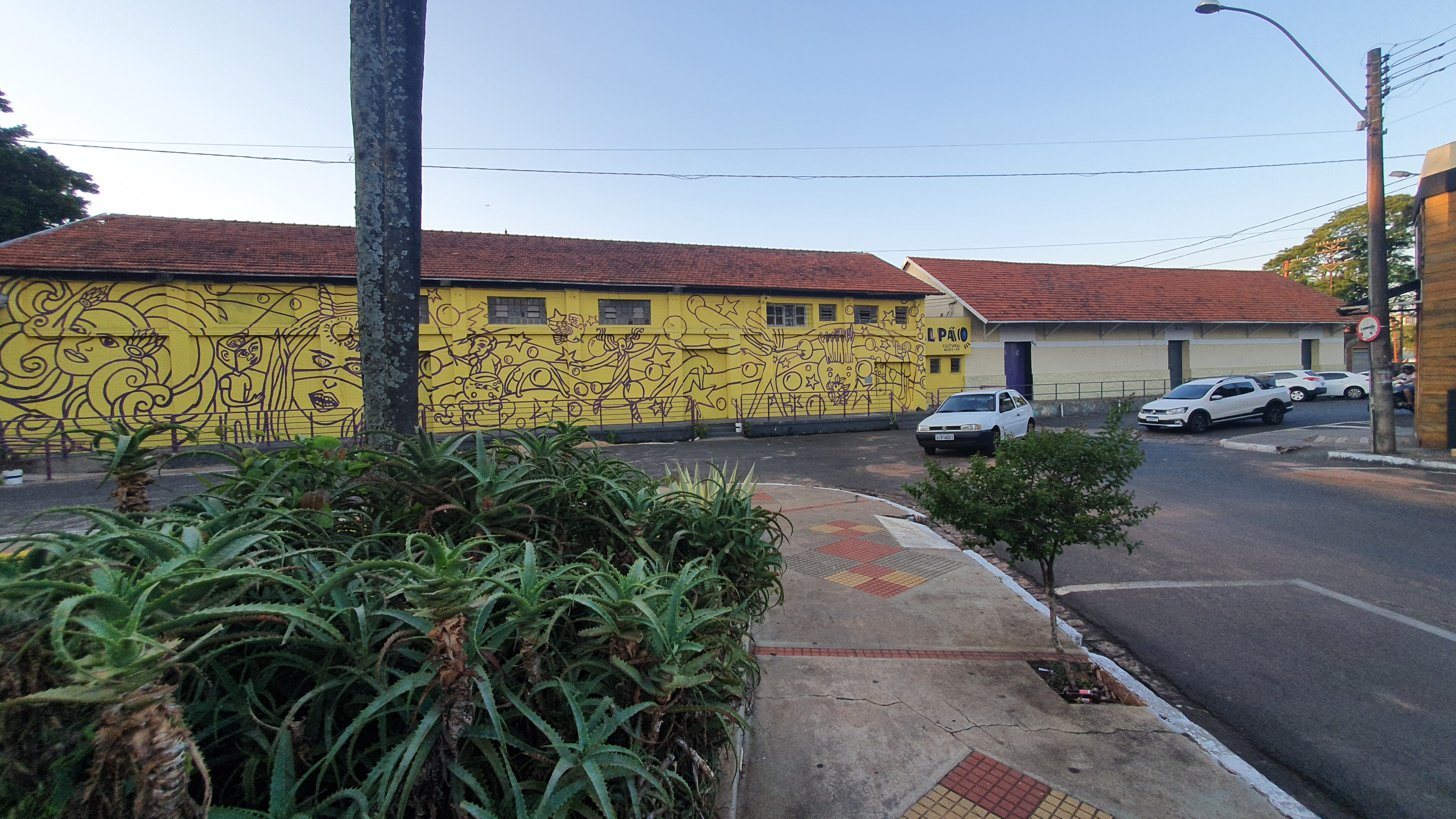
Hoje Galpão Cultural, este conjunto de barracões fazia parte do patrimônio ferroviário de Assis

Em 2014 houve uma polêmica intervenção promovida pelo Memorial Rezende Barbosa com grafite pelo artista Alemão na estação.
Ao menos desde meados de 2016 o museu foi desativado e apenas a Casa do Artesão e desde aquela época, devido a um bloqueio judicial trens não poderiam passar em Assis.
Em 2019 em uma obra irregular executada pela Prefeitura de Assis, a estação tornou-se um terminal de ônibus, sendo revertida a intervenção citada anteriormente com boa parte de seus trilhos cobertos e boa parte de sua plataforma destruída.